# 카티아 클레인
카티아 클레인 카루야(스페인어: Katia Klein Carulla, 1993년 1월 7일 ~ )는 스페인의 배우이다.